# سازمان مرکزی کنترل استاندارد داروها
سازمان مرکزی کنترل استاندارد داروها (انگلیسی: Central Drugs Standard Control Organization) یک سازمان نظارتی ملی در کشور هند برای شرکت‌های دارویی و تجهیزات پزشکی است که عملکرد موازی با آژانس دارویی اتحادیه اروپا، آژانس دارو و تجهیزات پزشکی ژاپن، سازمان غذا و داروی ایالات متحده آمریکا و آژانس تنظیم مقررات داروها و مراقبت‌های بهداشتی بریتانیا دارد.
در درون این سازمان، دوایر مختلفی وجود دارد که کار هر یک نظارت و تنظیم مقررات، فراخوانی، و مشاوره علمی یا اجرایی در زمینهٔ تولید و پخش دارو، یا تجهیزات پزشکی است.
با آنکه این سازمان سابقهٔ خوبی نزد سازمان جهانی بهداشت دارد، اما گاهی نیز متهم به تبانی با شرکت‌های دارویی و متخصصان پزشکی مستقل شده است.
سازمان مرکزی کنترل استاندارد داروها قصد دارد چند دفتر بین‌المللی در پکن افتتاح کند.